# Мољијанело (Мачерата)
Мољијанело (итал. Moglianello) насеље је у Италији у округу Мачерата, региону Марке.
Према процени из 2011. у насељу је живело 43 становника. Насеље се налази на надморској висини од 249 м.